# 物見山 (埼玉県東松山市)
物見山（ものみやま）は、埼玉県東松山市の南西部にある山。標高134.9mで、比企丘陵の最高峰である。山麓一帯を物見山公園として、東松山市が都市公園（総合公園）として整備し、公開している。

## 概要
山名の由来は坂上田村麻呂が東征のとき、この山に登って四囲を眺めたことに由来する。1922年（大正11年）3月29日に「物見山岩殿山観音の勝」として埼玉県指定文化財（名勝）に指定されている。
約4万本のツツジの名所として有名なこの山は、麓から山頂付近までなだらかな斜面になっている。山頂付近を高坂駅付近から鳩山ニュータウンに抜ける埼玉県道212号岩殿観音南戸守線が直線で通過している。
古から高坂から越生に向かう街道の途中に位置していたこともあり、山頂付近にはかつて峠の茶屋だった食事亭「日の出家」がある。そばには坂東三十三箇所の十番札所である岩殿観音（正法寺）があり、物見山から尾根沿いに笛吹峠を通って九番札所である慈光寺に至るまでの道は「巡礼街道」と呼ばれていた（現在は市民の森公園内につき自動車通行禁止になっている）。周辺には埼玉県平和資料館、岩殿観音、埼玉県こども動物自然公園、東松山市民の森、地球観測センターなどがあり、行楽スポットとなっている。
山頂へは、東武東上線高坂駅西口からバスで10分ほど。このバス路線は本数が多く、かつて県道の山頂付近にS字カーブがあり事故多発地点であったが、2002年に改良された。なお、麓付近に「物見山登山口」というバス停が存在するが、登山道は存在しない。これは、鳩山ニュータウンゆきのバス路線が開業する前まであった当時の岩殿山ゆきのバス路線（弁天沼・鳴かずの池付近に終点バス停があった）で物見山に行く際には、このバス停で降りて県道212号岩殿観音南戸守線を歩く必要があったためで、その頃の名残りである。

## アクセス
- 東上線「高坂駅」西約3.2km
- 公共交通機関
  - 高坂駅西口2番バス乗り場から、川越観光バス TA01系統、TA02系統、TA03系統：鳩山ニュータウンゆき7分
    - 「大東文化大学」バス停下車徒歩1分

- 自動車
  - 関越自動車道「東松山インターチェンジ」から約6km
  - 関越自動車道「鶴ヶ島インターチェンジ」から約9km
  - 国道407号「宮鼻」交差点から埼玉県道212号岩殿観音南戸守線で約4km

- 自転車道
  - さいたま市の北浦和駅前から、森林公園自転車道を経由して、埼玉県こども動物自然公園までこども動物自然公園自転車道が用意されている。

## 周辺
- 高坂彫刻プロムナード【高田博厚彫刻群】
- 埼玉県こども動物自然公園
- 埼玉県平和資料館
- 正法寺（岩殿観音）
- 地球観測センター
- 東京電機大学
- 大東文化大学
- 山村学園短期大学
- 鳩山ニュータウン